# Кайл Палм'єрі
Кайл Палм'єрі (англ. Kyle Palmieri, нар. 1 лютого 1991, Сміттаун, Нью-Йорк) — американський хокеїст, правий нападник клубу НХЛ «Нью-Джерсі Девілс». Гравець збірної команди США.

## Ігрова кар'єра
Хокейну кар'єру розпочав 2007 року потрапивши до системи з розвитку юніорського хокею США.
2009 року був обраний на драфті НХЛ під 26-м загальним номером командою «Анагайм Дакс» та дебютував в студентській лізі НКАА за хокейний клуб команди Університет Нотр-Дам. 
Сезон 2010/11 розпочав у складі «Сірак'юс Кранч», а 9 листопада 2010 дебютує за «Анагайм Дакс» проти «Тампа-Бей Лайтнінг», та відзначився голом.
Перший хет-трик Палм'єрі закинув у складі «Сірак'юс Кранч» 16 жовтня 2011 року.
26 червня 2015 Кайла обміняли в клуб «Нью-Джерсі Девілс». 7 липня 2016 уклав п'ятирічний контракт з «дияволами». 19 січня 2019 року Палм'єрі потрапив до складу учасників матчу всіх зірок замінивши одноклубника Тейлора Голла.

## На рівні збірних
У складі юніорської збірної США став бронзовим призерм чемпіонату світу.
Був гравцем молодіжної збірної США, у складі якої брав участь у 13 іграх.
З 2012 залучається до лав національної збірної США в тому числі у Кубку світу 2016.

## Нагороди та досягнення
- Учасник матчу усіх зірок НХЛ — 2019.

## Статистика

### Клубні виступи
| Сезон        | Клуб                 | Ліга         | Регулярний сезон | Регулярний сезон | Регулярний сезон | Регулярний сезон | Регулярний сезон | Плей-оф | Плей-оф | Плей-оф | Плей-оф | Плей-оф |
| Сезон        | Клуб                 | Ліга         | І                | Г                | П                | О                | ШХ               | І       | Г       | П       | О       | ШХ      |
| ------------ | -------------------- | ------------ | ---------------- | ---------------- | ---------------- | ---------------- | ---------------- | ------- | ------- | ------- | ------- | ------- |
| 2007–08      | США                  | ПАХЛ         | 66               | 29               | 19               | 48               | 71               | —       | —       | —       | —       | —       |
| 2008–09      | США                  | ПАХЛ         | 33               | 15               | 15               | 30               | 51               | —       | —       | —       | —       | —       |
| 2009–10      | Університет Нотр-Дам | НКАА         | 33               | 9                | 8                | 17               | 36               | —       | —       | —       | —       | —       |
| 2010–11      | «Сірак'юс Кранч»     | АХЛ          | 62               | 29               | 22               | 51               | 56               | —       | —       | —       | —       | —       |
| 2010–11      | «Анагайм Дакс»       | НХЛ          | 10               | 1                | 0                | 1                | 0                | 1       | 0       | 0       | 0       | 0       |
| 2011–12      | «Сірак'юс Кранч»     | АХЛ          | 51               | 33               | 25               | 58               | 53               | 4       | 1       | 1       | 2       | 0       |
| 2011–12      | «Анагайм Дакс»       | НХЛ          | 18               | 4                | 3                | 7                | 6                | —       | —       | —       | —       | —       |
| 2012–13      | «Норфолк Едміралс»   | АХЛ          | 33               | 13               | 12               | 25               | 54               | —       | —       | —       | —       | —       |
| 2012–13      | «Анагайм Дакс»       | НХЛ          | 42               | 10               | 11               | 21               | 9                | 7       | 3       | 2       | 5       | 4       |
| 2013–14      | «Анагайм Дакс»       | НХЛ          | 71               | 14               | 17               | 31               | 38               | 9       | 3       | 0       | 3       | 14      |
| 2014–15      | «Норфолк Едміралс»   | АХЛ          | 2                | 0                | 0                | 0                | 4                | —       | —       | —       | —       | —       |
| 2014–15      | «Анагайм Дакс»       | НХЛ          | 57               | 14               | 15               | 29               | 37               | 16      | 1       | 3       | 4       | 4       |
| 2015–16      | «Нью-Джерсі Девілс»  | НХЛ          | 82               | 30               | 27               | 57               | 39               | —       | —       | —       | —       | —       |
| 2016–17      | «Нью-Джерсі Девілс»  | НХЛ          | 80               | 26               | 27               | 53               | 46               | —       | —       | —       | —       | —       |
| 2017–18      | «Нью-Джерсі Девілс»  | НХЛ          | 62               | 24               | 20               | 44               | 30               | 5       | 1       | 2       | 3       | 6       |
| 2018–19      | «Нью-Джерсі Девілс»  | НХЛ          | 74               | 27               | 23               | 50               | 42               | —       | —       | —       | —       | —       |
| Усього в НХЛ | Усього в НХЛ         | Усього в НХЛ | 496              | 150              | 143              | 293              | 247              | 38      | 8       | 7       | 15      | 28      |

### Збірна
| Рік                | Команда            | Турнір             | Місце              | І  | Г | П  | О  | ШХ |
| ------------------ | ------------------ | ------------------ | ------------------ | -- | - | -- | -- | -- |
| 2008               | США                | U17                | 2                  | 6  | 2 | 1  | 3  | 6  |
| 2008               | США                | ЮЧС18              | 3                  | 7  | 2 | 2  | 4  | 4  |
| 2010               | США                | МЧС                | 1                  | 7  | 1 | 8  | 9  | 4  |
| 2011               | США                | МЧС                | 3                  | 6  | 2 | 4  | 6  | 0  |
| 2012               | США                | ЧС                 | 7-е                | 7  | 2 | 2  | 4  | 8  |
| 2016               | США                | КС                 | 7-е                | 2  | 0 | 0  | 0  | 0  |
| Молодіжна збірна   | Молодіжна збірна   | Молодіжна збірна   | Молодіжна збірна   | 26 | 7 | 15 | 22 | 14 |
| Національна збірна | Національна збірна | Національна збірна | Національна збірна | 9  | 2 | 2  | 4  | 8  |